# Dave Jareckie
David S. „Dave“ Jareckie  (* 25. Juli 1967 in Mexiko-Stadt) ist ein ehemaliger US-amerikanischer Biathlet.
Dave Jareckie begann 1986 mit dem Biathlonsport. Der Gebirgsjäger bestritt seit Beginn der 1990er Jahre internationale Rennen. Seinen internationalen Durchbruch hatte Jareckie in der Saison 1993. In Borowetz nahm er an den Biathlon-Weltmeisterschaften teil, wo er 91. des Einzels und mit Curt Schreiner, Ian Harvey und Erich Wilbrecht 16. des Staffelrennens wurde. In der folgenden Saison gewann Jareckie in Antholz als 24. eines Sprints seine einzigen Punkte im Weltcup. Höhepunkt der Karriere wurden die Olympischen Winterspiele 1994 in Lillehammer, wo er 64. des Sprints und mit Curt Schreiner, Jon Engen und Duncan Douglas 14. im Staffelrennen wurde. Nach der Saison beendete er seine internationale Karriere.

## Biathlon-Weltcup-Platzierungen
Die Tabelle zeigt alle Platzierungen (je nach Austragungsjahr einschließlich Olympische Spiele und Weltmeisterschaften).
- 1.–3. Platz: Anzahl der Podiumsplatzierungen
- Top 10: Anzahl der Platzierungen unter den ersten zehn (einschließlich Podium)
- Punkteränge: Anzahl der Platzierungen innerhalb der Punkteränge (einschließlich Podium und Top 10)
- Starts: Anzahl gelaufener Rennen in der jeweiligen Disziplin

| Platzierung                                              | Einzel | Sprint | Verfolgung | Massenstart | Team | Staffel | Gesamt |
| -------------------------------------------------------- | ------ | ------ | ---------- | ----------- | ---- | ------- | ------ |
| 1. Platz                                                 |        |        |            |             |      |         |        |
| 2. Platz                                                 |        |        |            |             |      |         |        |
| 3. Platz                                                 |        |        |            |             | 2    |         | 2      |
| Top 10                                                   |        |        |            |             |      |         |        |
| Punkteränge                                              |        | 1      |            |             |      | 2       | 3      |
| Starts                                                   | 5      | 7      |            |             |      | 2       | 14     |
| Stand: Karriereende, Daten möglicherweise nicht komplett |        |        |            |             |      |         |        |